# دوميترو بروناريو

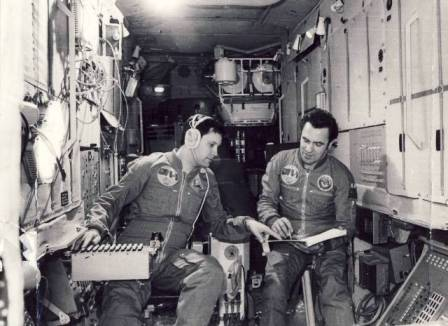
دوميترو خلال رحلة سويوز 40

دوميترو-دورين بروناريو بالرومانية (: [دوميترو دورين prunarju])؛ هو رائد فضاء متقاعد روماني الذي سافر على متن سويوز 40. ولد في27 سبتمبر، 1952
تخرج بروناريو من براسوف، رومانيا، من كلية الفيزياء والرياضيات وقبلها في المدرسة الثانوية في براسوف في عام 1971 ثم من بوليتكنيكا وهي كلية في جامعة بوخارست عام 1976، وحصلا منها على شهادة في هندسة الطيران.
عملت بروناريو كمهندس دبلوم في "جامعة ايرونوتيكا برومانا"، وذلك قبل التحاقه بسلاح الجو الروماني ومدرسة تدريب الضباط في عام 1977.
تم اختياره ليتدرب على الرحلات الفضائية في عام 1978 كجزء من برنامج انتركوزموس. وحصل على اعلى الدرجاتخ لال ثلاث سنوات تم اختياره لرحلة فضائية مشتركة مع بوبوف ليونيد رائد الفضاءالروسي. في مايو 1981 أنها مهمته الفضائية لمدة ثمانية أيام على متن سويوز 40